# Осечен шестнадесетоклетъчник
Осеченият шестнадесетоклетъчник е еднообразен изпъкнал многоклетъчник. Общият брой клетки е 24. Той има 8 октаедъра и 16 осечени тетраедъра. Той има 48 върха, 120 ръба и 96 стени (64 шестоъгълника и 32 триъгълника). Дуалният многоклетъчник е шестоделен тесеракт. Връхната фигура е квадратна пирамида.

## Алтернативни наименования
- Осечен шестнадесетоклетъчник (Норман У. Джонсън)
- Осечен хексадекахорон (Акроним thex) (Джордж Олшевски и Джонтън Бауърс)[1]